# Parlamentswahl in Tansania 2010
Die Parlamentswahl in Tansania 2010 fand am 31. Oktober 2010 gleichzeitig mit der Präsidentschaftswahl in Tansania 2010 statt. Es war die vierte freie Wahl in Tansania seit der Einführung des Mehrparteiensystems 1992. Beobachter werteten die Wahlen als grundsätzlich frei, friedlich und fair. Allerdings kritisierten Beobachter des Commonwealth Secretariats, dass die langjährige Regierungspartei Chama Cha Mapinduzi (CCM) durch die weitgehende Gleichsetzung von Partei- und Regierungsstrukturen deutlich im Vorteil war.
Deutlicher Wahlsieger war die langjährige Regierungspartei Chama Cha Mapinduzi, die mehr als zwei Drittel der Sitze errang.
- CCM: 259
- CHADEMA: 48
- CUF: 36
- Maguezi: 4
- Sonst.: 2

| Parteien | Direkte Sitze + Ernannte | Zusätzliche Frauen-Sitze | Sitze insgesamt |
| Chama Cha Mapinduzi (CCM, Revolutionäre Partei)                                                                | 192                      | 67                       | 259             |
| Chama Cha Wananchi (CUF, Vereinigte bürgerliche Front)                                                         | 26                       | 10                       | 36              |
| Chama cha Demokrasia na Maendeleo (CHADEMA, Partei für Demokratie und Fortschritt)                             | 23                       | 25                       | 48              |
| Tanzania Labour Party (TLP, Tansanische Arbeitspartei)                                                         | 1                        | —                        | 1               |
| National Convention for Construction and Reform – Mageuzi (Nationaler Konvent für Aufbau und Reform – Maguezi) | 4                        | —                        | 4               |
| United Democratic Party (UDP, Vereinigte Demokratische Partei)                                                 | 1                        | —                        | 1               |
| Andere | —                        | —                        | —               |
| Gesamt | 239+8                    | 102                      | 349             |
| Quelle: The Citizen, The Citizen                                                                               |                          |                          |                 |